# Fauvette de Moltoni
Espèce
Statut de conservation UICN

 LC  : Préoccupation mineure
Synonymes
- Sylvia moltonii

La Fauvette de Moltoni (Curruca subalpina) est une espèce d'oiseaux de la famille des Sylviidae.

## Dénomination
Son nom commémore l'ornithologue italien Edgardo Moltoni (1896-1980).

## Description

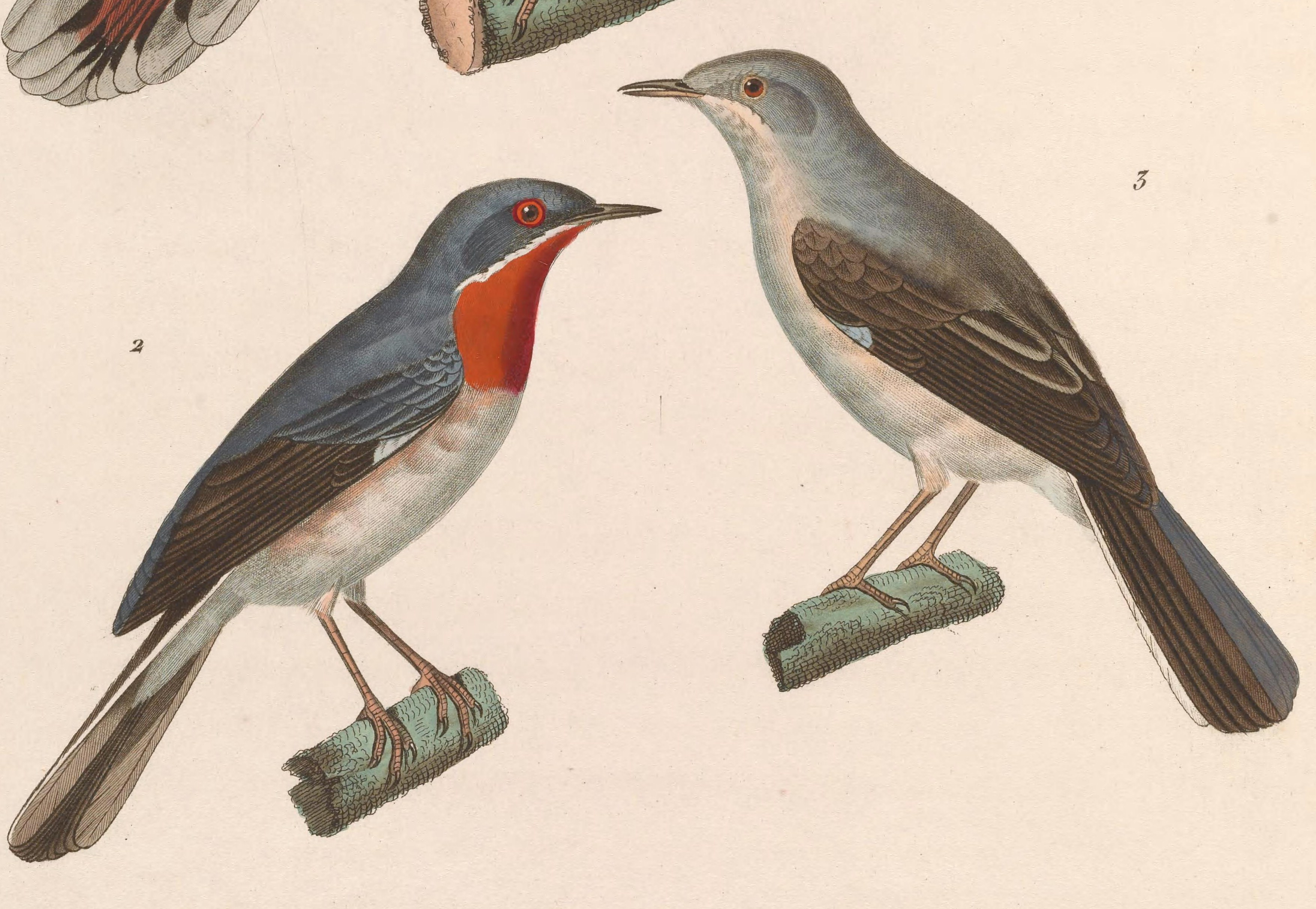
Dessin d'un couple (mâle à gauche).

Elle est très semblable à la Fauvette passerinette (Curruca cantillans), mais s'en distingue notamment par son chant (s'agissant d'un trille assez bref : trrr ou trrri), ainsi que par la couleur mâle du dessous rose saumon et non roux orange. 

## Répartition
Son aire s'étend à travers la Corse, la Sardaigne, le nord-ouest de l'Italie et régions françaises avoisinantes, ainsi que certaines îles de l'archipel toscan et des îles Baléares ; il hiverne en Algérie et au Sahel.

## Systématique
Cette fauvette a longtemps été considérée comme une sous-espèce de la Fauvette passerinette. Une étude phylogénique menée par Brambilla et al. (2008) montre que la sous-espèce moltonii (renommée depuis en subalpina) a des vocalisations différentes et est nettement distincte génétiquement. Le Congrès ornithologique international (classification 2.2, 2009) l'élève donc au rang d'espèce.
La fauvette de Moltoni faisait anciennement partie du genre Sylvia, mais a depuis été reclassée dans le genre Curruca après que celui-ci a été séparé de Sylvia.